# Super Mario Sunshine
Super Mario Sunshine je plošinová videohra vyvinutá a vydaná společností Nintendo pro herní konzoli Nintendo GameCube. Vydána byla v roce 2002 a představuje druhý třírozměrný titul hlavní série Super Mario po hře Super Mario 64 (1996). Hráč ovládá Maria, který se vydává na tropický ostrov Isle Delfino, kde musí očistit ostrov od graffiti a špíny, za což byl nespravedlivě obviněn.
Hra byla kladně přijata kritikou i hráči, přičemž chválu si vysloužila zejména za grafiku, hudbu a nové herní mechaniky včetně zařízení F.L.U.D.D., které umožňuje stříkat vodu a využívat různé trysky. Naopak kritika směřovala k ovládání kamery, vysoké obtížnosti a využití dabingu. Do roku 2006 se prodalo přes 5,5 milionu kopií, čímž se hra zařadila mezi nejprodávanější tituly na GameCube. V roce 2020 vyšla jako součást kompilace Super Mario 3D All-Stars pro Nintendo Switch a v budoucnu má být znovu vydána pro Nintendo Switch 2 v rámci služby Nintendo Classics.

## Herní mechanismy
Hráč ovládá Maria, který sbírá tzv. Shine Sprites (svítící slunce), jež obnovují světlo na ostrově. Přístup do jednotlivých úrovní získává přes portály z hlavního centra hry – Delfino Plaza. K dispozici má zařízení F.L.U.D.D., které umožňuje stříkat vodu na nečistoty, plachtit vzduchem nebo zrychlit pohyb. Hra obsahuje také pasáže bez F.L.U.D.D.u, kde musí hráč spoléhat pouze na klasické skákací schopnosti.
Novinkou je možnost jezdit na Yoshim a využívat jeho schopnosti k překonávání překážek.

## Děj
Mario cestuje s Peach a dalšími postavami na Isle Delfino, kde je omylem obviněn ze znečištění ostrova. Skutečným viníkem je Bowser Jr., který se vydává za Shadow Maria. Poté, co je Peach unesena, musí Mario vyčistit ostrov a zachránit princeznu. Finální konfrontace se odehrává v oblasti Corona Mountain, kde Mario porazí Bowsera i jeho syna.

## Vývoj
Hra byla vyvíjena v Nintendo EAD pod vedením Yoshiakiho Koizumiho. Byla to jeho první hra v roli hlavního režiséra. Hudbu složili Koji Kondo a Shinobu Tanaka. Hra poprvé obsahovala plný anglický dabing hlavních postav.

## Přijetí
Super Mario Sunshine obdržela vysoká hodnocení (např. 92/100 na Metacritic) a ocenění za inovace, design úrovní a kreativní využití vody. Kritizována byla kamera a náhlá obtížnost některých částí. Hra se stala komerčně úspěšnou, i když nenaplnila očekávání vedení Nintenda.

## Odkaz
Hra představila nové postavy a prvky (např. Bowser Jr., Shine Sprites), které se později objevily v dalších titulech série. F.L.U.D.D. je od té doby součástí pohybového repertoáru Maria ve hrách jako Super Smash Bros..